# Stenstorp
Stenstorp est une localité de la commune de Falköping, dans le comté de Västra Götaland, en Suède.

## Personnalités liées à la localité
- Gustaf Dalén, physicien suédois,  né le 30 novembre 1869 à Stenstorp. Il a reçu le prix Nobel de physique de 1912.